# Aplopsis debilis
Aplopsis debilis är en skalbaggsart som beskrevs av Blackburn 1898. Aplopsis debilis ingår i släktet Aplopsis och familjen Melolonthidae. Inga underarter finns listade i Catalogue of Life.